# Sector (Belgia)

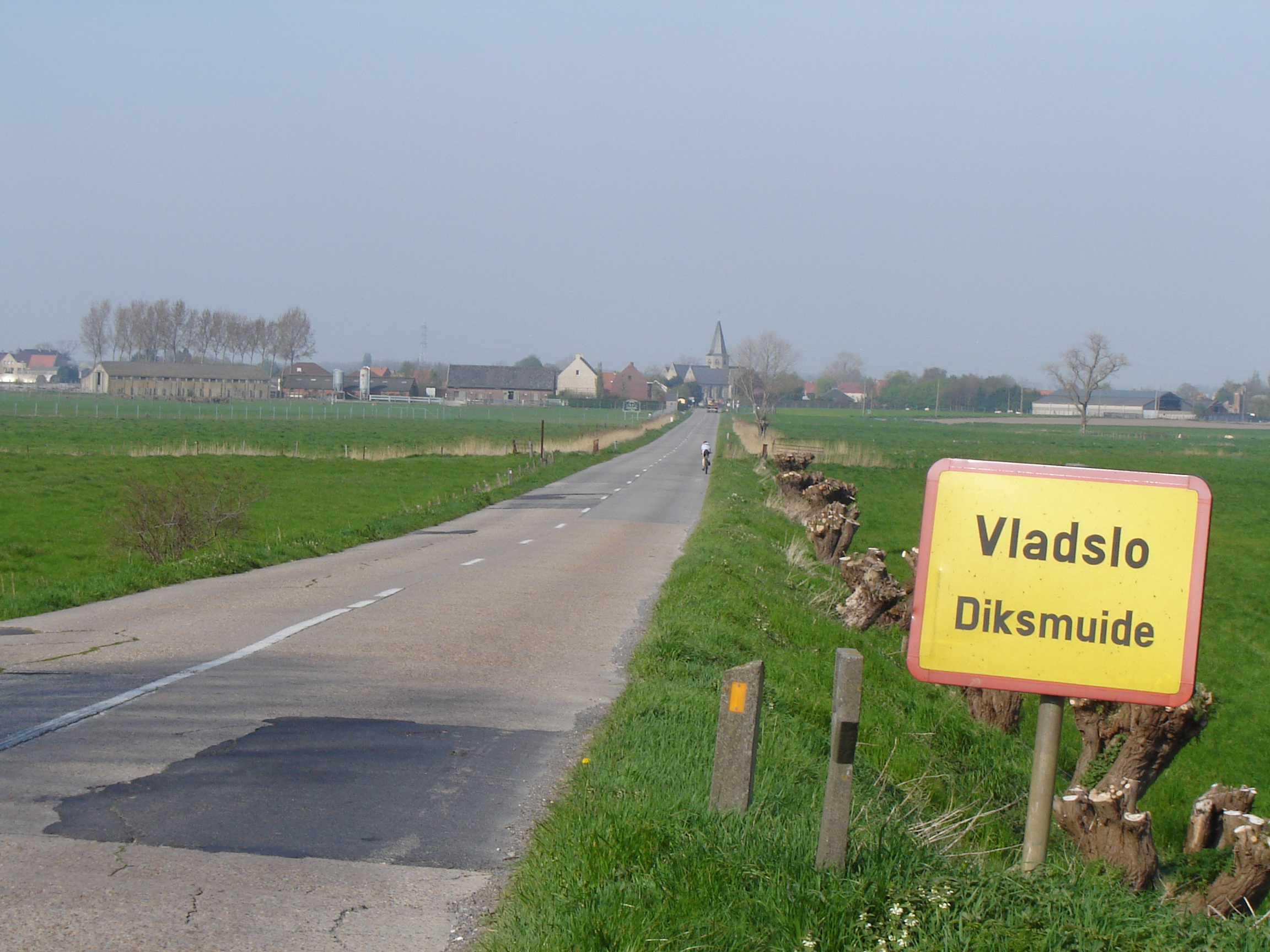
Indicator de localitate la limita administrativă a sectorului Vladslo din comuna Diksmuide

Un sector (în franceză section, în neerlandeză deelgemeente) reprezintă teritoriul ocupat într-o comună din Belgia de o fostă unitate administrativă care era ea însăși o comună înainte de reorganizarea administrativă din anii 1960–1970. Mai exact, o comună înființată după fuziunile teritoriale din acei ani este alcătuită din mai multe foste comune de dinainte de fuziune, iar teritoriile acestora se numesc sectoare. 
O fostă comună se poate numi sector dacă era o comună independentă la 1 ianuarie 1961, data oficială de începere a reorganizării teritorial-administrative a Belgiei, cu excepția fostelor municipalități Haren, Laeken, Neder-Over-Heembeek și Bruxelles, sectoare care compun capitala Bruxelles încă din 1921. În mod excepțional, Louvain-la-Neuve este considerat și el un sector și are propriul cod poștal (1348), deși nu a fost niciodată o comună independentă.
Sectoarele nu au nici un fel de competențe juridice sau administrative. Granițele lor geografice și codurile poștale s-au păstrat totuși, atât în adrese, cât și în vorbirea curentă. Multe comune chiar montează indicatoare care semnalizează granița sectoarelor. 

## Districte
Ca regulă generală, sectoarele nu reprezintă un nivel în administrația locală. Singura excepție este municipalitatea Anvers, unde sectoarele sunt treapta cea mai de jos de pe scara administrației locale și sunt denumite districte. Anvers este compus din districte deoarece articolul 41 din Constituția Belgiei permite implementarea districtelor de către orice municipalitate cu cel puțin 100.000 de locuitori, iar orașul flamand a fost singurul din Belgia care a făcut uz de această posibilitate. Anvers este compus din 9 districte, fiecare din ele fiind condus de un consiliu districtual (în neerlandeză districtsraad). Din acest punct de vedere districtele din Anvers se aseamănă cu fostele sectoare din Amsterdam și Rotterdam. 